# بوشنوية
البوشنوية أو البوشناف (الاسم العلمي: Buchenavia) هي جنس من النباتات يتبع الفصيلة القمبريطية من رتبة الآسيات. سمي هذا الجنس من قبل عالم النبات الألماني أوغست ويلهلم إيشلر (بالإنجليزية: August Wilhelm Eichler)‏ تكريماً لعالم النبات الألماني فرانز جورج فيليب بوشنو (1831-1906) (بالإنجليزية: Franz Georg Philip Buchenau)‏.

## أنواع
يوجد عدة أنواع من جنس :
- بوشنوية إيغارتانية (الاسم العلمي:Buchenavia igarataensis)
- بوشنوية أمازونية (الاسم العلمي:Buchenavia amazonia)
- بوشنوية بابستية (الاسم العلمي:Buchenavia pabstii)
- بوشنوية ثنائية الألوان (الاسم العلمي:Buchenavia discolor)
- بوشنوية جميلة (الاسم العلمي:Buchenavia pulcherrima)
- بوشنوية جميلة السنابل (الاسم العلمي:Buchenavia callistachya)
- بوشنوية حادة الثمار (الاسم العلمي:Buchenavia oxycarpa)
- بوشنوية حريرية الثمار (الاسم العلمي:Buchenavia sericocarpa)
- بوشنوية خضراء الأزهار (الاسم العلمي:Buchenavia viridiflora)
- بوشنوية خضراء باهتة (الاسم العلمي:Buchenavia pallidovirens)
- بوشنوية رابلوانية (الاسم العلمي:Buchenavia rabelloana)
- بوشنوية رباعية الأوراق (الاسم العلمي:Buchenavia tetraphylla)
- بوشنوية شبكية (الاسم العلمي:Buchenavia reticulata)
- بوشنوية صغيرة الأوراق (الاسم العلمي:Buchenavia parvifolia)
- بوشنوية طويل القنابة (الاسم العلمي:Buchenavia longibracteata)
- بوشنوية عطرية (الاسم العلمي:Buchenavia suaveolens)
- بوشنوية عظيمة الورق (الاسم العلمي:Buchenavia megalophylla)
- بوشنوية غويانية (الاسم العلمي:Buchenavia guianensis)
- بوشنوية فنشاوية (الاسم العلمي:Buchenavia fanshawei)
- بوشنوية كبيرة (الاسم العلمي:Buchenavia grandis)
- بوشنوية كبيرة الأوراق (الاسم العلمي:Buchenavia macrophylla)
- بوشنوية كرنبية خلفية (الاسم العلمي:Buchenavia ochroprumna)
- بوشنوية كلينية (الاسم العلمي:Buchenavia kleinii)
- بوشنوية كوستاريكية (الاسم العلمي:Buchenavia costaricensis)
- بوشنوية لبدية (الاسم العلمي:Buchenavia tomentosa)
- بوشنوية لميعة (الاسم العلمي:Buchenavia nitidissima)
- بوشنوية مزدحمة (الاسم العلمي:Buchenavia congesta)
- بوشنوية مستدقة (الاسم العلمي:Buchenavia acuminata)
- بوشنوية هوبرية (الاسم العلمي:Buchenavia huberi)
- بوشنوية هونيانية (الاسم العلمي:Buchenavia hoehneana)
- بوشنوية نجمية (الاسم العلمي:Buchenavia stellae)